# Marsac-sur-l'Isle
Marsac-sur-l'Isle is een gemeente in het Franse departement Dordogne (regio Nouvelle-Aquitaine). De plaats maakt deel uit van het arrondissement Périgueux. Marsac-sur-l'Isle telde op 1 januari 2022 3.165 inwoners.

## Geografie
De oppervlakte van Marsac-sur-l'Isle bedraagt 10,05 km², de bevolkingsdichtheid is 313 inwoners per km² (per 1 januari 2019).
De onderstaande kaart toont de ligging van Marsac-sur-l'Isle met de belangrijkste infrastructuur en aangrenzende gemeenten.

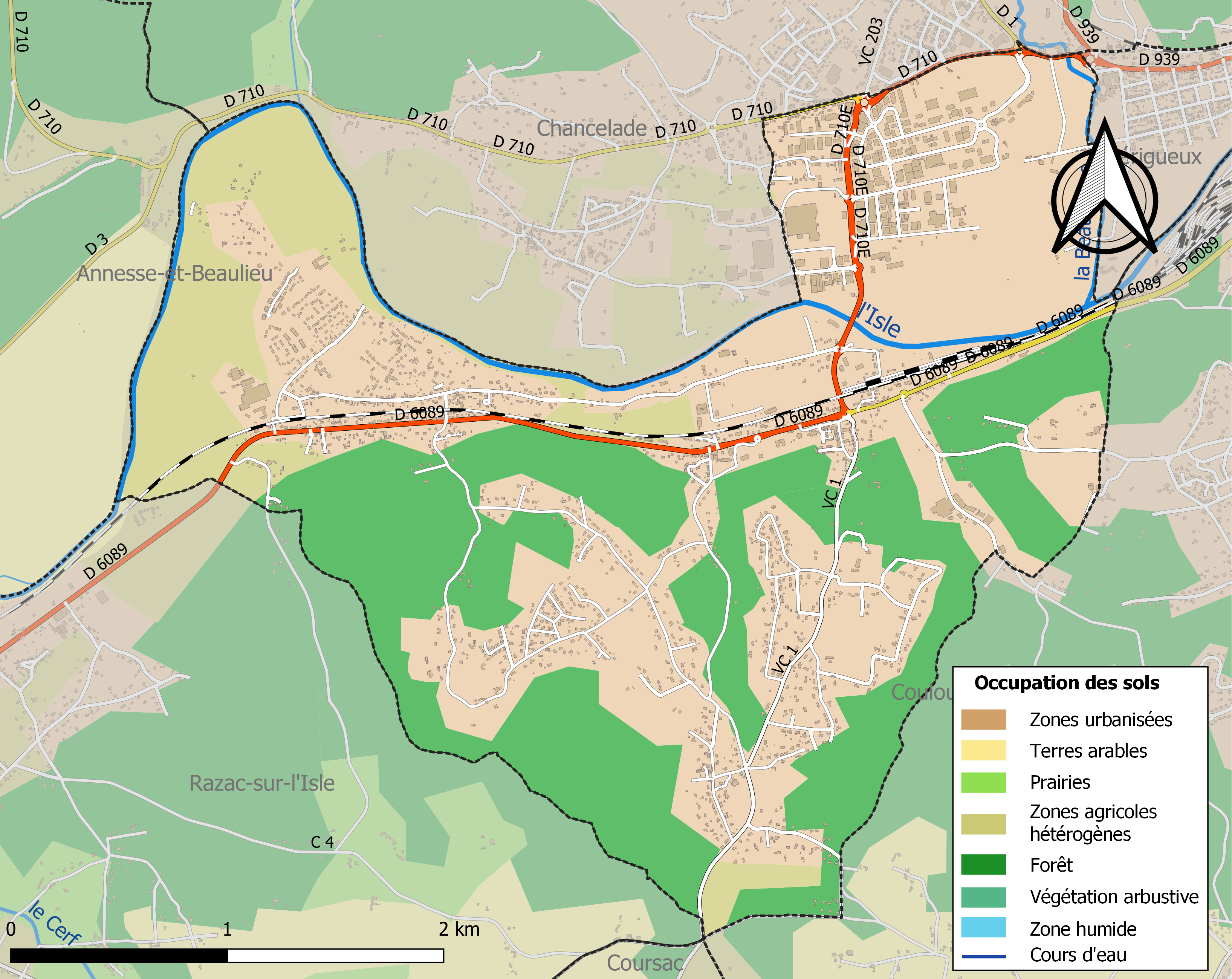

## Verkeer
In de gemeente ligt de spoorweghalte Marsac (Dordogne).

## Demografie
Onderstaande figuur toont het verloop van het inwonertal (bron: INSEE-tellingen).